# Acyrtus
Acyrtus is een geslacht van straalvinnige vissen uit de familie van schildvissen (Gobiesocidae).

## Soorten
- Acyrtus artius Briggs, 1955
- Acyrtus lanthanum Conway, Baldwin & White, 2014
- Acyrtus pauciradiatus Sampaio, de Anchieta, Nunes & Mendes, 2004
- Acyrtus rubiginosus (Poey, 1868)